# Гаврић
Гаврић је српско презиме. Познате особе са овим презименом су:
- Момчило Гаврић (1906 – 1993), најмлађи каплар у Првом светском рату
- Добросав Гаврић, полицајац, атентатор на Жељка Ражнатовића „Аркан“, познати српски пљачкаш, командант приватних снага у југословенским ратовима, мафијаш и бизнисмен